# 奥多摩橋
奥多摩橋（おくたまばし）は、東京都青梅市柚木町 - 二俣尾の多摩川に架かる東京都道200号柚木二俣尾線の橋長177.23 m（メートル）のアーチ橋・トラス橋。土木学会選奨土木遺産。

## 概要
奥多摩橋は第二次世界大戦前の道路用アーチ橋として最大支間長である108 mを誇り、アーチライズの大きな橋梁である。また、側径間には上路ボーストリングトラスが採用されている。
- 形式 - 鋼単純上路ボーストリングトラス橋2連 + 鋼上路2ヒンジブレースドリブアーチ橋 + 鋼上路単純ボーストリングトラス橋1連
- 橋格 - 三等橋
- 橋長 - 177.230 m
  - 支間割 - 2×22.500 m + 108.000 m  + 22.500 m
- 幅員
  - 有効幅員 - 5.5 m
  - 車道 - 3.75 m
  - 歩道 - 片側1.75 m[注釈 1]
- 床版 - 鋼床版[注釈 2]
- 橋台 - 重力式鉄筋コンクリート橋台（直接基礎）
- 橋脚 - 重力式鉄筋コンクリート橋脚（直接基礎）
- 設計 - 小西泰
- 施工 - 宮地鐵工所[注釈 3]

## 歴史
1939年（昭和14年）3月竣工の鋼アーチ橋であり、5月15日に開通した。1991年（平成3年）にRC床版から鋼床版に取替え、歩道設置、景観整備が実施された。2009年（平成21年）に土木学会選奨土木遺産に選定された。

## 周辺施設
- 二俣尾駅